# Klinikum Memmingen
Das Klinikum Memmingen ist ein Krankenhaus in Memmingen. Es ist das zweitgrößte Klinikum im Regierungsbezirk Schwaben in Bayern und verfügt als Krankenhaus der Schwerpunktversorgung (Versorgungsstufe II) über 14 Hauptabteilungen, acht Dialyseplätze, 500 Betten und beschäftigt etwa 1.700 Mitarbeiter.
Im Jahr 2018 wurden 23.900 Patienten stationär und ca. 82.100 Patienten ambulant behandelt es gab außerdem 2.108 Geburten, über 5.500 Dialysen wurden durchgeführt.
Das Klinikum ist durch den Zusammenschluss des ehemaligen Kreiskrankenhauses mit dem Stadtkrankenhaus entstanden. Seit 2004 ist das Klinikum akademisches Lehrkrankenhaus der Ludwig-Maximilians-Universität München.
Träger des Klinikums ist die Stadt Memmingen. Seit dem 1. Januar 2020 ist das Klinikum ein Kommunalunternehmen der Stadt Memmingen. Der Stadtrat diskutiert aktuell über die Zukunft des Klinikums, da der aktuelle Gebäudekomplex in die Jahre gekommen ist und trotz zwei aufwändiger Sanierungen und Anbauten den heutigen Zahlen und Anforderungen nicht mehr entspricht. Gerade im Bereich der Notaufnahme und dem Zentral-OP (ZOP) gibt es große Platzprobleme. Ebenso wird die Parkplatznot stark bemängelt.
Im gleichen Haus befindet sich das Bezirkskrankenhauses Memmingen (BKH). Träger dieses Fachkrankenhauses sind die Bezirkskliniken Schwaben.

## Medizinische Abteilungen
- Allgemein-, Viszeral-, Thorax- und Gefäßchirurgie
- Notfallklinik
- Unfallchirurgie, Wiederherstellungschirurgie und Orthopädie
- Innere Medizin I
- Innere Medizin II
- Urologie
- Frauenheilkunde und Geburtshilfe
- Pädiatrie und Sozialpädiatrisches Zentrum
- Klinik für Anästhesiologie, operative Intensivmedizin und Schmerztherapie
- Radiologie und Nuklearmedizin
- Pathologie
- Neurologie
- Neurochirurgie

Zudem befinden sich im Haus folgende Abteilungen
- Klinik für Psychiatrie, Psychotherapie und Psychosomatik (Bezirksklinik)
- Kernspintomographie
- Praxis für Strahlentherapie
- Schönheitschirurgie

Belegarztabteilungen
- HNO
- Dermatologie

Weitere Einrichtungen
- Pflegedienst
- Darmzentrum
- Pankreaszentrum
- Physikalische Therapie
- Sozialdienst
- Qualitätsbeauftragter
- Seelsorge mit einer Kapelle
- Berufsfachschule

## Ambulante Angebote
- Physikalische Therapie
- Babyschwimmen
- Ambulantes Operieren
- Asthmaschulung
- Diabetikerschulung
- Neurodermitisschulung
- Kapelle im Klinikum